# Turica
Turica (izvirno srbsko Турица) je naselje v Srbiji, ki upravno spada pod Občino Lučani; slednja pa je del Moraviškega upravnega okraja.

## Demografija
V naselju živi 525 polnoletnih prebivalcev, pri čemer je njihova povprečna starost 43,2 let (41,6 pri moških in 44,8 pri ženskah). Naselje ima 198 gospodinjstev, pri čemer je povprečno število članov na gospodinjstvo 3,20.
To naselje je popolnoma srbsko (glede na rezultate popisa iz leta 2002), a v času zadnjih treh popisov je opazno zmanjšanje števila prebivalcev.
|  |

| Demografija | Demografija     | Demografija     |
| Leto        | Št. prebivalcev | Št. prebivalcev |
| ----------- | --------------- | --------------- |
|             |                 |                 |
|             |                 |                 |
|             |                 |                 |
|             |                 |                 |
| 1948        | 907             |                 |
| 1953        | 968             |                 |
| 1961        | 862             |                 |
| 1971        | 806             |                 |
| 1981        | 772             |                 |
| 1991        | 715             | 708             |
| 2002        | 649             | 634             |
|             |                 |                 |

| Etnična sestava po popisu iz leta 2002 | Etnična sestava po popisu iz leta 2002 | Etnična sestava po popisu iz leta 2002 | Etnična sestava po popisu iz leta 2002 | Etnična sestava po popisu iz leta 2002 |
| -------------------------------------- | -------------------------------------- | -------------------------------------- | -------------------------------------- | -------------------------------------- |
| Srbi                                   | Srbi                                   |                                        | 634                                    | 100,0%                                 |
| Neznano                                | Neznano                                |                                        | 0                                      | 0,0%                                   |